# Кворти, Айк
Исуфу (Айк) Кворти (англ. Isufu "Ike" Quartey, род. 27 ноября 1969) — бывший ганский профессиональный боксёр, обладатель чемпионского титула по версии WBA в полусреднем весе.

## Любительская карьера
Кворти является представителем племени га на территории Аккры. Он самый младший из 27 детей. Его отец, как сообщалось, имел пять жен. Его старший брат Клемент (Айк) Кворти, также боксёр, завоевал серебряную медаль на Олимпийских играх 1960 года в Риме.
Во время выступления в любителях Кворти имел результат боёв 50-4 и представлял Гану в полусреднем весе на боксёрского турнира на Олимпийских играх 1988 года в Сеуле.

## Профессиональная карьера
Кворти стал профессионалом в 1988 году, в день своего девятнадцатилетия. Он начал свою боксёрскую карьеру под руководством Йофи Боэма (Yoofi Boham), без сомнения, самого успешного менеджера в Гане, а также экс-чемпиона мира по боксу Азумах Нельсон.
Боэм получил Кворти признан как боксёр на международной арене. Боэм управляемого Квортей рядом Альфреда «Кобра» Kotey и дал им имена базуки и Cobra. Кворти и Kotey были настолько близки, что многие думали, что они были братьями.
Кворти начал свою профессиональную карьеру, нокаутировав во 2-м раунде Мама Мохамеда. Большинство своих ранних боёв среди профессионалов Айк провёл в Гане, прежде чем он переехал во Францию.

### Выступления в WBA
В Кворти 26-м бою он получил удар по версии WBA в полусреднем весе, провел тогдашним непобежденным никто не мешал Испании из Венесуэлы. Кворти выбили Испании в 11-м раунде. На момент остановки боя один судья Кворти впереди, один позади него и третий судья подрался даже.
Он успешно защитил свой титул семь раз. Среди его врагов были Альберто Кортес, Винс Филлипс, и оба Карр. В октябре 1997 года он боролся Хосе Луис Лопес на ничью. Решение изначально было прочитать как выиграть Кворти но и в случае, если дефект был найден в счет. Хотя Кворти был вниз в два раза, большинство наблюдателей сочли, что он заслуживает победы, и его репутации нанесен незначительный ущерб.
Личные, деловые и медицинские проблемы не давали Кворти выходить на ринг до февраля 1999 года. Из-за этого он был лишён титула чемпиона мира по версии WBA.

### Кворти против Де Ла Хойя
Кворти вернулся после 14-месячного отсутствия, чтобы бросить вызов чемпиону мира по версии WBC в полусреднем весе Оскару Де Ла Хойя. Поединок состоялся 13 февраля 1999 года в центре Thomas & Mack в Лас-Вегасе, штат Невада. В начале 6-го 12-раундового поединка Кворти отправил Де Ла Хойю в нокдаун, а начале 12-го раунда уже Де Ла Хойя отправляет Айка в нокдаун. Де Ла Хойя выиграл бой несколько спорным раздельным решением судей.

### Кворти против Варгаса
После поражения от Де Ла Хойи Кворти сделал ещё один перерыв, не выходя на ринг в течение 14 месяцев. В апреле 2000 года он бросил вызов Фернандо Варгасу, чемпиону мира по версии IBF в полусреднем весе. Кворти потерпел поражение единогласным решением — 116—111, 116—111 и 114—113.
После этого боя, Кворти в течение пяти лет не выходил на ринг.

### Возвращение на ринг
Кворти вернулся на ринг в январе 2005 года. Он выиграл первые три боя после возвращения над Клинтоном Мак-Нейлом, Верно Филипсом и Карлосом Бохоркесом. 5 августа 2006 года он потерпел поражение единогласным решением судей 93-96, 94-95 и 94-95 от экс-чемпиона в полусреднем весе Вернона Форреста в Мэдисон сквер Гарден, Нью-Йорк. CompuBox статистика показала удары Кворти и Форреста (201 из 481, 42 % для Кворти; 184 из 818, 22 % по Форрест), и Форресту было добавлено 1 очко за удар ниже пояса в 9-м туре. Это решение было признано спорным большинством боксёрских журналистам, а также комментаторов с HBO (включая «неофициального судью» Гарольда Ледермана), и большая часть зрителей откликнулась с полу-хриплым хором Боос и повторила кричалку «Быкb***!» после боя. 2 декабря 2006 года Кворти проводил бой с бывшим абсолютным чемпионом в среднем весе Рональдом «Винки» Райтом на «Сент-Пит Таймс форуме» в Тампе, Флорида. Кворти сразу был отправлен в нокдаун и проиграл единогласным решением судей.

## Стиль Бокса
Лучшим его ударом был джеб который считается одним из лучших в боксе, когда он был в расцвете сил. Он прежде всего опирался на «пик-а-бу» или «clam-shell» в обороне, которая не позволяла пробивать руки, локти и перчатки он держал плотно прижатыми к щекам и ребрам.